# ジョシュ・ペンス
ジョシュ・ペンス（Josh Pence, 1982年6月8日 - ）は、アメリカ合衆国の俳優である

## キャリア
カリフォルニア州サンタモニカで生まれる。ダートマス大学で学び、2007年にロサンゼルスへ移る。
2006年に『グッド・シェパード』で映画初出演を果たす。クレジットはされなかった。
2010年、映画『ソーシャル・ネットワーク』でアーミー・ハマーと共にタイラー・ウィンクルボスを演じた。撮影中は、ペンスがタイラー・ウィンクルボス、ハマーが双子のキャメロン・ウィンクルボスを実際に演じ、そしてポストプロダクションでペンスの顔の上にハマーの顔が貼りつけられた。顔は画面上に映らなかったもの、作品に対する貢献は評価され、第17回全米映画俳優組合賞キャスト賞などで候補者のひとりとして挙がった。
2012年公開の『ダークナイト ライジング』では若年期のラーズ・アル・グール役で出演。

## フィルモグラフィ
| 年   | 作品名                                        | 役名                         | 備考                           |
| ---- | --------------------------------------------- | ---------------------------- | ------------------------------ |
| 2006 | グッド・シェパード The Good Shepherd          | Bonesman                     | クレジット無し                 |
| 2010 | ソーシャル・ネットワーク The Social Network   | タイラー・ウィンクルボス     | アーミー・ハマーのボディダブル |
| 2012 | バトルシップ Battleship                       | Chief Moore                  |                                |
| 2012 | ダークナイト ライジング The Dark Knight Rises | 若年期のラーズ・アル・グール |                                |
| 2012 | Fun Size                                      | Keevin                       |                                |
| 2013 | L.A. ギャング ストーリー Gangster Squad       | Darryl Gat                   |                                |
| 2014 | ドラフト・デイ Draft Day                      | ボー・キャラハン             |                                |